# Latouchia cunicularia
Latouchia cunicularia är en spindelart som först beskrevs av Simon 1886.  Latouchia cunicularia ingår i släktet Latouchia och familjen Ctenizidae.
Artens utbredningsområde är Vietnam. Inga underarter finns listade i Catalogue of Life.